# Мур, Фредерик (стрелок)
Фредерик Мур (англ. Frederic Moore), ошибочно — Френк Мур (англ. Frank Moore) — британский стрелок, чемпион летних Олимпийских игр 1908 года.
Мур принял участие в летних Олимпийских играх в Лондоне в стендовой стрельбе. Он стал олимпийским чемпионом в командной стрельбе (где был капитаном команды) и 10-м в индивидуальной.